# Quadrelle

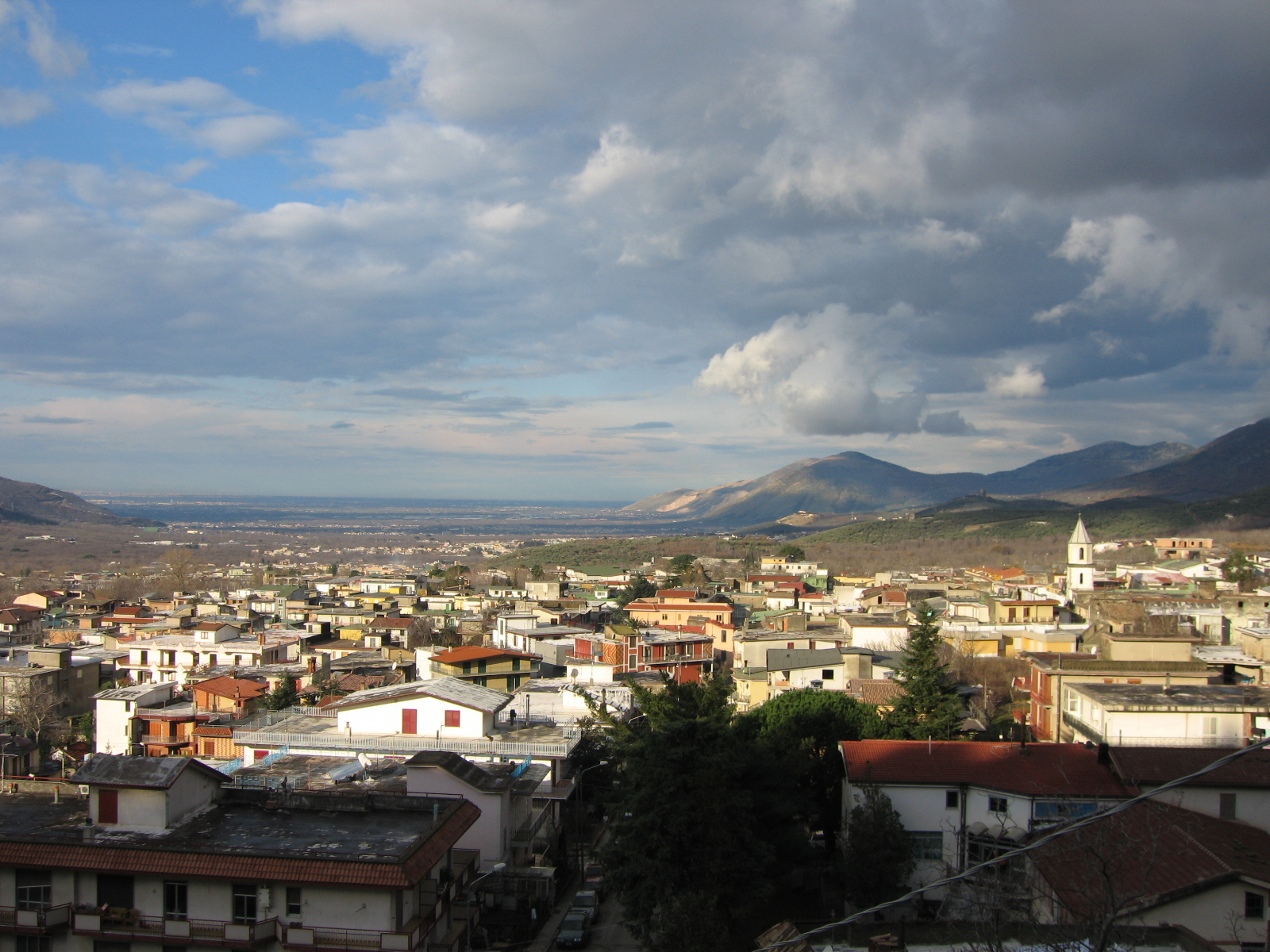
Cảnh Quadrelle

Quadrelle là một đô thị (comune) thuộc tỉnh Avellino trong vùng Campania của Ý. Quadrelle có diện tích 6 km2, dân số là 1574 người (thời điểm ngày 1/5/2009).